# Dropkick Murphys
Dropkick Murphys (Дро́пкік Ме́рфіс) — кельтський панк-роковий гурт із американського міста Квінсі, Массачусетс. Гурту притаманні швидкі та мелодійні композиції, в яких досить часто можна почути такі інструменти, як шотландську волинку, банджо, вісл чи мандоліну. Музиканти у своїй творчості також використовують народні ірландські мелодії.
Гурт був заснований в 1996 році Майком Макколганом, Кеном Кейсі та Ріком Бартоном в Бостоні, Массачусетс. На творчість гурту вплинули такі гурти, як The Clash, The Pogues, AC/DC, Swingin' Utters та Stiff Little Fingers. Пісні гурту популярні серед багатьох соціальних рухів, громадських організацій та різних субкультур. Протягом творчого шляху склад гурту неодноразово змінювався. Колишніми учасниками Dropkick Murphys були сформовані інші відомі гурти.
Всі учасники Dropkick Murphys шанують культурні та історичні традиції ірландського народу. Колектив щорічно виступає в Бостоні на національному святі Дні святого Патрика.
Деякі пісні гурту стали популярними в спортивному середовищі, зокрема серед хокейних та бейсбольних клубів, та часто звучать під час проведення домашніх матчів та чемпіонатів.

## Учасники
Теперішні
- Ал Барр (Al Barr) — спів (з 1998)
- Кен Кейсі (Ken Casey) — бас-гітара, спів (з 1996)
- Метт Келлі (Matt Kelly) — ударні, боран, спів (з 1997)
- Джеймс Лінч (James Lynch) — гітара, спів (з 2000)
- Джош Воллейс (Josh «Scruffy» Wallace) — волинка, вісл (з 2003)
- Тім Бреннан (Tim Brennan) — гітара, мандоліна, спів (з 2003; гітара: з 2008)
- Джефф ДаРоса (Jeff DaRosa) — акустична гітара, банджо, бузукі, клавіатура, мандоліна, вісл, орган, спів (з 2008)

Колишні
- Марк Оррелл (Marc Orrell) — гітара, акордеон, фортепіано (2000-08)
- Спайсі МакГаґґіс (Spicey McHaggis) — волинка (2000–2003)
- Раян Фолц (Ryan Foltz) — мандоліна, вісл (2000-03)
- Рік Бартон (Rick Barton) — гітара (1996–2000)
- Майк МакКолґан (Mike McColgan) — спів (1996-98)
- Джефф Ерна (Jeff Erna) — ударні (1996-97)

Схема

## Дискографія
Альбоми
- Do or Die (1997)
- The Gang's All Here (1999)
- Sing Loud Sing Proud (2001)
- Blackout (2003)
- The Warrior's Code (2005)
- The Meanest of Times (2007)
- Going Out In Style (2011)
- Signed and Sealed in Blood (2013)
- 11 Short Stories of Pain & Glory (2017)
- Turn Up That Dial (2021)

Живі альбоми та компіляції
- The Early Years (1998)
- The Singles Collection, Volume 1 (2000)
- Live on St. Patrick's Day From Boston, MA (2002)
- Singles Collection, Volume 2 (2005)
- Live on Lansdowne, Boston MA (2010)

EP
- Boys on the Docks (1997)
- Which side are you on? (2000)
- Tessie (2004)